# Dark Age (группа)
Dark Age — немецкая музыкальная группа, играющая в стиле мелодичный дэт-метал. Группа официально существует с 1995 года.

## История
В 1994 году Эйке Фризе, Оливер Флигель и Андре Шуманн создали группу Dyer’s Eve. Год спустя название было изменено на современное. Осенью 1995 года группа записала первую песню «Doubtful Existence». В декабре того же года к группе присоединился клавишник Мартин Райхерт, в январе следующего года — гитарист Финн Диркс.
В 1996 году группу покинул Оливер Флигель. В том же году Финн Диркс уехал в США. Его заменили на Хендрика Брукнера. Брукнер, однако, продержался всего два месяца и в 1997 году покинул группу, уступив место Торстену Эггерту. Во время одного из концертов Торстен встретил Сабину Классен и вскоре покинул группу.

## Состав

### Текущие участники
- Эйке Фризе — гитара, вокал
- Андре Шуманн — барабаны
- Алекс Энке — бас-гитара
- Мартин Райхерт — синтезатор
- Йорн — гитара

### Бывшие участники
- Оливер «Олли» Флигель — бас-гитара, бэк-вокал
- Финн Диркс — гитара
- Торстен Эггерт — бас-гитара
- Соня — скрипка
- Хендрик Брукнер — гитара

## Дискография

### Альбомы
| Дата выхода | Название          | Лейбл            |
| ----------- | ----------------- | ---------------- |
| 1999        | The Fall          | Remedy Records   |
| 2000        | Insurrection      | Remedy Records   |
| 2002        | Silent Republic   | —                |
| 2003        | Remonsrtations    | Stage One Studio |
| 2004        | Dark Age          | —                |
| 2008        | Minus Exitus      | —                |
| 2009        | Acedia            | AFM Records      |
| 2013        | A Matter Of Trust | —                |

### Концерты
2004 — Live, So Far (DVD)

## Публикации
- Alex Henderson. Рецензия на альбом Acedia // Allmusic  (англ.)
- Birger Treimer. Рецензия на альбом Acedia // Metal Hammer (29.11.2009)  (нем.)
- Birger Treimer. Интервью с Мартином Райхертом // Metal Hammer (01.04.2011)  (нем.)